# Japonia
Japonia is een geslacht van weekdieren uit de klasse van de Gastropoda (slakken).

## Soorten
- Japonia anceps Vermeulen, Liew & Schilthuizen, 2015
- Japonia ditropis Vermeulen & Junau, 2007
- Japonia gouldi Kobelt, 1902
- Japonia hyalina Vermeulen & Junau, 2007